# Palmeirante
Palmeirante là một đô thị thuộc bang Tocantins, Brasil. Đô thị này có diện tích 2640,738 km², dân số năm 2007 là 4689 người, mật độ 1,78 người/km².